# Persone di nome Joel
| Questa pagina contiene informazioni ricavate automaticamente dalle voci biografiche con l'ausilio del template Bio e di un bot. L'aggiornamento è periodico e automatico e ricostruisce completamente la pagina. Se manca una persona in questa lista, sei pregato di non aggiungerla, ma accertati piuttosto che la sua voce biografica contenga il template Bio e che i dati anagrafici siano correttamente compilati. Se il template Bio manca, inseriscilo tu stesso o, in alternativa, metti l'avviso {{tmp\|Bio}} che ne segnala la mancanza. Se i dati riportati sono sbagliati, correggi direttamente la voce biografica; le modifiche saranno visibili in questa lista entro pochi giorni. Per chiarimenti vedi il progetto antroponimi. La lista contiene solo le 203 persone che sono citate nell'enciclopedia e per le quali è stato implementato correttamente il template Bio. Pagina aggiornata al 6 ago 2025. |

Questa è una lista di persone presenti nell'enciclopedia che hanno il nome Joel, suddivise per attività principale.

## Allenatori di calcio(4)
- Joel Porter, allenatore di calcio e ex calciatore australiano (Adelaide, n. 1978)
- Joel Riddez, allenatore di calcio e ex calciatore svedese (Stoccolma, n. 1980)
- Joel Sánchez, allenatore di calcio e ex calciatore messicano (Guadalajara, n. 1974)
- Joel Santana, allenatore di calcio e ex calciatore brasiliano (Rio de Janeiro, n. 1948)

## Allenatori di calcio a 5(1)
- Joel Rocha, allenatore di calcio a 5 portoghese (Covilhã, n. 1981)

## Allenatori di hockey su ghiaccio(1)
- Joel Quenneville, allenatore di hockey su ghiaccio e ex hockeista su ghiaccio canadese (Windsor, n. 1958)

## Allenatori di pallacanestro(1)
- Joel Abelson, allenatore di pallacanestro e dirigente sportivo statunitense (n. 1983)

## Altisti(1)
- Joel Baden, altista australiano (Geelong, n. 1996)

## Ammiragli(1)
- Joel W. Bunkley, ammiraglio statunitense (Macon, n. 1887 - † 1967)

## Arbitri di calcio(1)
- Joel Aguilar, ex arbitro di calcio salvadoregno (Sensuntepeque, n. 1975)

## Artisti marziali misti(1)
- Joel Álvarez, artista marziale misto spagnolo (Gijón, n. 1993)

## Astronomi(3)
- Joel Hastings Metcalf, astronomo statunitense (Meadville, n. 1866 - Portland, † 1925)
- Joel L. Schiff, astronomo neozelandese
- Joel Stebbins, astronomo statunitense (Omaha, n. 1878 - Palo Alto, † 1966)

## Attori(20)
- Joel Beeson, attore statunitense (Winston-Salem, n. 1966 - Galax, † 2017)
- Joel Brooks, attore statunitense (New York, n. 1949)
- Joel Courtney, attore statunitense (Monterey, n. 1996)
- Joel Edgerton, attore, regista e sceneggiatore australiano (Blacktown, n. 1974)
- Joel Fry, attore e musicista britannico (Londra, n. 1983)
- Joel Gretsch, attore statunitense (St. Cloud, n. 1963)
- Joel Johnstone, attore statunitense (n. 1984)
- Joel Grey, attore, cantante e regista teatrale statunitense (Cleveland, n. 1932)
- Joel Kim Booster, attore, comico e sceneggiatore statunitense (Isola di Jeju, n. 1988)
- Joel Kinnaman, attore svedese (Stoccolma, n. 1979)
- Joel Lützow, attore svedese (n. 1995)
- Joel McCrea, attore statunitense (Pasadena, n. 1905 - Los Angeles, † 1990)
- Jody McCrea, attore statunitense (Los Angeles, n. 1934 - Roswell, † 2009)
- Joel McKinnon Miller, attore statunitense (Rockford, n. 1960)
- Joel David Moore, attore e regista statunitense (Portland, n. 1977)
- Joel Murray, attore statunitense (Wilmette, n. 1963)
- Joe Seneca, attore e compositore statunitense (Cleveland, n. 1919 - New York, † 1996)
- Joel Spira, attore svedese (Stoccolma, n. 1981)
- Joel Tobeck, attore neozelandese (Auckland, n. 1971)
- Joel de la Fuente, attore statunitense (New Hartford, n. 1969)

## Biblisti(1)
- Joel B. Green, biblista e teologo statunitense (n. 1956)

## Canoisti(1)
- Joel Bettin, ex canoista francese (n. 1966)

## Cantanti(4)
- Joel Alme, cantante svedese (Göteborg, n. 1980)
- Joel Berghult, cantante e youtuber svedese (Göteborg, n. 1988)
- Joel Ekelöf, cantante svedese (Stoccolma, n. 1980)
- Joel Madden, cantante statunitense (Waldorf, n. 1979)

## Cantautori(3)
- Joel Adams, cantautore e produttore discografico australiano (Brisbane, n. 1996)
- Joel Houston, cantautore australiano (Brisbane, n. 1979)
- Joel Shearer, cantautore statunitense (Los Angeles, n. 1973)

## Cestisti(19)
- Joel Almeida, cestista capoverdiano (São Vicente, n. 1985)
- Joel Anthony, ex cestista canadese (Montréal, n. 1982)
- Joel Berry, ex cestista statunitense (Orlando, n. 1995)
- Joel Bolomboy, cestista ucraino (Donec'k, n. 1994)
- Craig Ehlo, ex cestista statunitense (Lubbock, n. 1961)
- Joel Embiid, cestista camerunese (Yaoundé, n. 1994)
- Joel Freeland, ex cestista britannico (Aldershot, n. 1987)
- Joel Hitt, cestista statunitense (Clinton, n. 1916 - Mobile, † 2003)
- McCoy Ingram, cestista statunitense (n. 1931 - Gulfport, † 1998)
- Joel Jones, ex cestista portoricano (San Diego, n. 1981)
- Joel Kramer, ex cestista statunitense (San Diego, n. 1955)
- Joel Muñoz, cestista panamense (Panama, n. 1980)
- Joel Parra, cestista spagnolo (Barcellona, n. 2000)
- Joel Przybilla, ex cestista statunitense (Monticello, n. 1979)
- Joel Salvi, ex cestista statunitense (Filadelfia, n. 1978)
- Joel Soriano, cestista statunitense (Yonkers, n. 2000)
- Joel Tesis, cestista panamense (Colón, n. 1982)
- Joel Wright, cestista statunitense (Brooklyn, n. 1990)
- Joel Zacchetti, cestista italiano (Casorate Primo, n. 1982)

## Chimici(1)
- Joel Henry Hildebrand, chimico statunitense (Camden, n. 1881 - Kensington, † 1983)

## Chitarristi(3)
- Joel Hoekstra, chitarrista statunitense (Orland Park, n. 1970)
- Joel Kosche, chitarrista statunitense (Atlanta, n. 1969)
- Joel Stroetzel, chitarrista statunitense (n. 1980)

## Ciclisti su strada(1)
- Joel Nicolau, ciclista su strada spagnolo (Llofriu, n. 1997)

## Comici(2)
- Joel Dommett, comico e attore inglese (Rockhampton, n. 1985)
- Joel McHale, comico, attore e sceneggiatore statunitense (New York, n. 1971)

## Compositori(3)
- Joel Goldsmith, compositore statunitense (Los Angeles, n. 1957 - Hidden Hills, † 2012)
- Joel Puckett, compositore statunitense (Atlanta, n. 1977)
- Joel J. Richard, compositore statunitense (Connecticut, n. 1976)

## Critici musicali(1)
- Joel McIver, critico musicale, giornalista e scrittore britannico (Paddington, n. 1971)

## Direttori d'orchestra(1)
- Joel McNeely, direttore d'orchestra e compositore statunitense (Madison, n. 1959)

## Dirigenti sportivi(1)
- Joel Lindpere, dirigente sportivo e ex calciatore estone (Tallinn, n. 1981)

## Disc jockey(1)
- Joel Corry, disc jockey e produttore discografico britannico (Londra, n. 1989)

## Educatori(1)
- Joel Elias Spingarn, educatore, critico letterario e attivista statunitense (New York, n. 1875 - New York, † 1939)

## Fisici(1)
- Joel Lebowitz, fisico e matematico statunitense (Tjačiv, n. 1930)

## Fotografi(3)
- Joel Meyerowitz, fotografo statunitense (New York, n. 1938)
- Joel Sternfeld, fotografo statunitense (New York, n. 1944)
- Joel Peter Witkin, fotografo statunitense (Brooklyn, n. 1939)

## Giocatori di baseball(1)
- Joel Carreno, giocatore di baseball dominicano (San Cristóbal, n. 1987)

## Giocatori di calcio a 5(1)
- Joel Queirós, giocatore di calcio a 5 portoghese (Porto, n. 1982)

## Giocatori di football americano(5)
- Joel Bitonio, giocatore di football americano statunitense (San Pedro, n. 1991)
- Joel Dreessen, giocatore di football americano statunitense (Ida Grove, n. 1982)
- Joel Iyiegbuniwe, giocatore di football americano statunitense (Chicago, n. 1995)
- Joel Lipinski, ex giocatore di football americano canadese (Regina, n. 1985)
- Joel Mason, giocatore di football americano, cestista e allenatore di pallacanestro statunitense (Iron River, n. 1912 - Harper Woods, † 1995)

## Giornalisti(1)
- Joel Chandler Harris, giornalista e scrittore statunitense (Eatonton, n. 1848 - Atlanta, † 1908)

## Hockeisti su ghiaccio(6)
- Joel Broda, ex hockeista su ghiaccio canadese (Yorkton, n. 1989)
- Joel Eriksson Ek, hockeista su ghiaccio svedese (Karlstad, n. 1997)
- Joel Kwiatkowski, ex hockeista su ghiaccio canadese (Kindersley, n. 1977)
- Joel Lundqvist, hockeista su ghiaccio svedese (Åre, n. 1982)
- Joel Prpic, hockeista su ghiaccio canadese (Sudbury, n. 1974)
- Joel Ward, hockeista su ghiaccio canadese (Toronto, n. 1980)

## Marciatori(1)
- Joel Sánchez, ex marciatore messicano (Città del Messico, n. 1966)

## Matematici(1)
- Joel Spencer, matematico statunitense (Brooklyn, n. 1946)

## Mezzofondisti(2)
- Joel Ibler Lillesø, mezzofondista danese (n. 2003)
- Joel Lucas, ex mezzofondista francese (n. 1952)

## Modelli(1)
- Joel West, supermodello e attore statunitense (Indianola, n. 1975)

## Montatori(1)
- Joel Cox, montatore statunitense (Los Angeles, n. 1942)

## Nuotatori(1)
- Joel Benavides, nuotatore artistico messicano (n. 1988)

## Ostacolisti(1)
- Joel Shankle, ostacolista statunitense (Fines Creek, n. 1933 - Culpeper, † 2015)

## Pallanuotisti(1)
- Joel Dennerley, pallanuotista australiano (Auburn, n. 1987)

## Pastori protestanti(1)
- Joel Osteen, pastore protestante statunitense (Houston, n. 1963)

## Piloti automobilistici(1)
- Joel Eriksson, pilota automobilistico svedese (n. 1998)

## Piloti motociclistici(1)
- Joel Kelso, pilota motociclistico australiano (Nambour, n. 2003)

## Poeti(1)
- Joel Barlow, poeta, politico e diplomatico statunitense (Redding, n. 1754 - Cracovia, † 1812)

## Politici(3)
- Joel Parker, politico statunitense (Freehold, n. 1816 - Filadelfia, † 1888)
- Joel Roberts Poinsett, politico statunitense (Charleston, n. 1779 - † 1851)
- Joel Wachs, politico statunitense (Scranton, n. 1939)

## Produttori cinematografici(2)
- Joel Douglas, produttore cinematografico statunitense (Los Angeles, n. 1947)
- Joel Silver, produttore cinematografico e produttore televisivo statunitense (South Orange, n. 1952)

## Produttori discografici(3)
- Joe Gibbs, produttore discografico giamaicano (Montego Bay, n. 1943 - Kingston, † 2008)
- Joel Little, produttore discografico e musicista neozelandese (Auckland, n. 1983)
- Deadmau5, produttore discografico e disc jockey canadese (Niagara Falls, n. 1981)

## Pugili(2)
- Joel Casamayor, ex pugile cubano (Guantánamo, n. 1971)
- Joel Julio, pugile colombiano (Monteira, n. 1985)

## Rabbini(1)
- Joel Teitelbaum, rabbino e mistico ungherese (Sighetu Marmației, n. 1887 - Kiryas Joel, † 1979)

## Registi(7)
- Joel ed Ethan Coen, regista, sceneggiatore e produttore cinematografico statunitense (St. Louis Park, n. 1954)
- Joel Crawford, regista, animatore e sceneggiatore statunitense
- Joel Gallen, regista, produttore cinematografico e sceneggiatore statunitense (Detroit, n. 1957)
- Joel Hopkins, regista e sceneggiatore britannico (Londra, n. 1970)
- Joel Schumacher, regista, sceneggiatore e produttore cinematografico statunitense (New York, n. 1939 - New York, † 2020)
- Joel Souza, regista statunitense (Fremont, n. 1973)
- Joel Zwick, regista statunitense (New York, n. 1942)

## Scacchisti(2)
- Joel Benjamin, scacchista statunitense (New York, n. 1964)
- Joel Fridlizius, scacchista e compositore di scacchi svedese (Kungälv, n. 1869 - Skara, † 1963)

## Sceneggiatori(1)
- Joel Surnow, sceneggiatore e produttore cinematografico statunitense (Michigan, n. 1955)

## Sciatori alpini(1)
- Joel Lütolf, sciatore alpino svizzero (n. 2000)

## Scrittori(2)
- Joel Townsley Rogers, scrittore statunitense (Missouri, n. 1896 - Washington, † 1984)
- Joel Whitburn, scrittore statunitense (Wauwatosa, n. 1939 - † 2022)

## Sindacalisti(1)
- Joe Hill, sindacalista e compositore statunitense (Gävle, n. 1879 - Salt Lake City, † 1915)

## Taekwondoka(1)
- Joel González, taekwondoka spagnolo (Figueres, n. 1989)

## Wrestler(1)
- Joel Redman, wrestler inglese (Exeter, n. 1987)

## Zoologi(1)
- Joel Asaph Allen, zoologo e ornitologo statunitense (Springfield, n. 1838 - Cornwall-on-Hudson, † 1921)